# Archidiocèse de Coro
L'archidiocèse de Coro (en latin : Archidioecesis Corensis ; en espagnol : Arquidiócesis de Coro) est un archidiocèse de l'Église catholique du Venezuela.

## Territoire

provinces ecclésiastiques du Venezuela.
Archidiocèse de Coro
Suffragants

L'archidiocèse qui se situe dans l'État de Falcón possède une superficie de 24 800 km2 divisé en 40 paroisses ; son siège épiscopal est à Coro où se trouve la cathédrale de Coro (es) ; il a sous sa juridiction le diocèse suffragant de Punto Fijo.

## Histoire
Un diocèse avec siège à Coro est créé le 21 juin 1531 par le pape Clément VII mais le siège est transféré à Caracas en 1637 et devient l'archidiocèse de Caracas.
Le diocèse actuel de Coro est érigé le 12 octobre 1922 par la bulle Ad Munus du pape Pie XI sur une partie de la circonscription du diocèse de Barquisimeto, Coro devient suffragant de l'archidiocèse de Maracaibo. Par un décret du pape Pie IX, la Vierge de Guadalupe est désignée comme patronne du diocèse.
Le 12 juillet 1997, il cède une partie de son territoire pour l'érection du diocèse de Punto Fijo, qui devient son suffragant. Le 23 novembre 1998, il est élevé au rang d'archidiocèse métropolitain par la bulle Usque omnium du pape Jean-Paul II.

## Evêques
- Lucas Guillermo Castillo Hernández (1923-1939) nommé archevêque coadjuteur de Caracas
- Francisco José Iturriza Guillén, S.D.B † (1939-1980)
- Ramón Ovidio Pérez Morales (1980-1992) nommé archevêque de Maracaibo

## Archevêques
- Roberto Lückert León (1993-1999)
- Mariano José Parra Sandoval (2016- )

## Sources
- http://www.catholic-hierarchy.org